# Anatomische Lage- und Richtungsbezeichnungen

Die anatomischen Ebenen

Die Lage- und Richtungsbezeichnungen des Körpers der meisten Gewebetiere (inklusive des Menschen) dienen in der Anatomie zur Beschreibung der Position (situs), der Lage (versio) und des Verlaufs einzelner Strukturen. Zum Teil sind diese Termini auch Bestandteil anatomischer Namen. Während sich die standardsprachlichen Lagebezeichnungen wie „oben“ oder „unten“ je nach Körperposition ändern können, sind die anatomischen Lagebezeichnungen eindeutig, denn sie sind relativ zum Körper und damit unabhängig von seiner Position.
Bis auf die Schwämme und die radiärsymmetrischen Hohltiere (Coelenterata, Radiata) gehören alle vielzelligen Tiere (95 Prozent) zu den Bilateria (Bilateralia, „Zweiseitentiere“), die aufgrund ihrer bilateralen Körpersymmetrie (Ausnahme Stachelhäuter: Pentamerie) so genannt werden. Bilateralsymmetrisch ist ein Körper, wenn er sich entlang der Medianebene (Spiegelebene, Symmetrieebene) in zwei äußerlich gleiche spiegelbildliche Hälften teilen lässt. Anders als bei radiärsymmetrischen Gewebetieren, durch die sich viele Symmetrieebenen legen lassen (Polysymmetrie), haben die Bilateria eine eindeutige Symmetrieebene in Körperlängsrichtung (Monosymmetrie), anhand der sich verschiedene Ebenen und Richtungen definieren lassen.
In übertragener Weise werden diese Begriffe auch auf manche Einzeller, insbesondere Geißeltierchen wie etwa Dinoflagellaten angewendet. Ein Beispiel findet sich bei Lee et al. (2019).
Manchmal ist der Rückgriff auf die anatomische Grundposition nötig. Beim Menschen ist diese wie folgt definiert: aufrechter Stand, die Augen geradeaus, die Hände supiniert (Handflächen nach vorn); die Füße stehen parallel (siehe auch Neutral-Null-Methode).

Von hinten

Von vorne

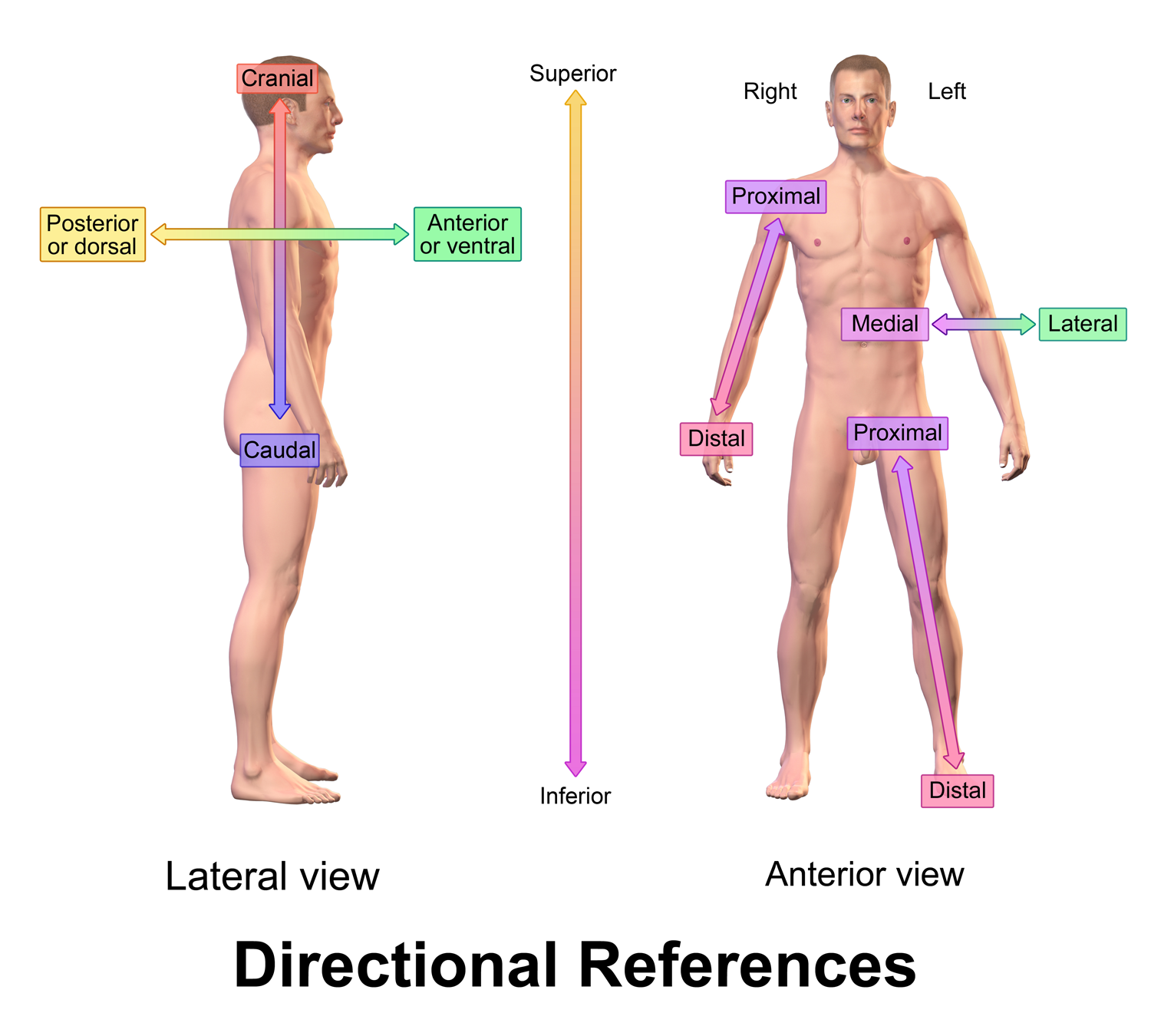
Anatomische Hauptrichtungen am Beispiel des Menschen

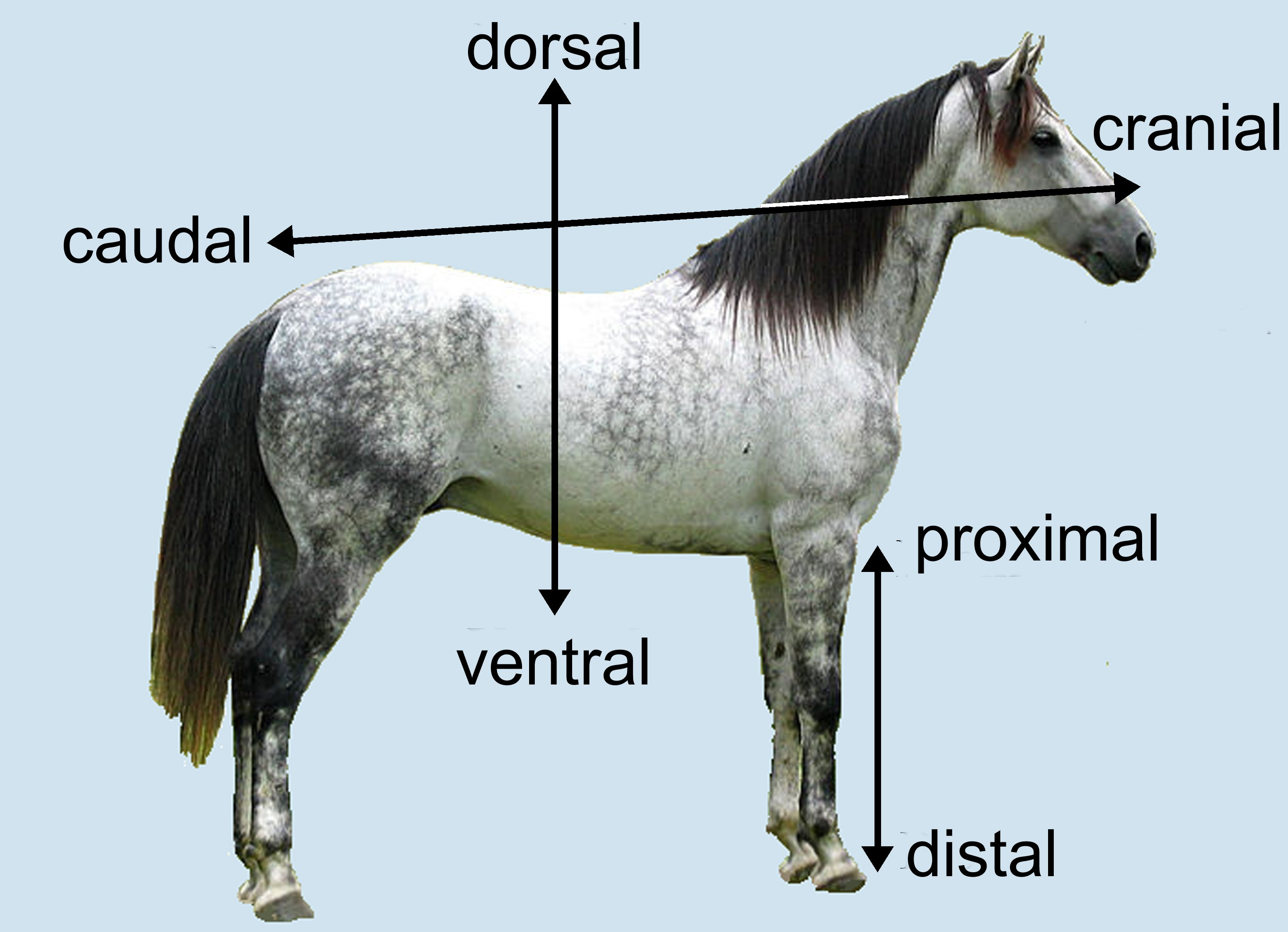
Anatomische Hauptrichtungen am Beispiel des Pferdes

Weitere anatomische Richtungen am Beispiel des Hundes

## Anatomische Hauptrichtungen
- dorsal (a) (lat. dorsum ‚Rücken‘): rückenseits, am Rücken gelegen
- ventral (a) (lat. venter ‚Bauch‘): bauchseits, am Bauch gelegen (in der Schmetterlingskunde mit dem Symbol △ dargestellt)
- kranial oder cranial (a) (lat. cranium ‚Schädel‘): zum Schädel hin
- kaudal oder caudal (a) (lat. cauda ‚Schwanz‘): zum Schwanz hin (bei schwanzlosen Tieren ist das Gesäß bzw. das Steißbein hier richtungsbestimmend)
- proximal (lat. proximus ‚nächster‘): zum Körperzentrum hin (abweichende Bedeutung in der Nephrologie: am Anfang des Nierenkanälchen)
- distal (lat. distare ‚entfernt sein‘): vom Körperzentrum entfernt (abweichende Bedeutung in der Zahnmedizin, siehe unten; abweichende Bedeutung in der Nephrologie: am Nierenkanälchenende)

 In Bezug auf die Medianebene (Spiegelebene der Körpersymmetrie) unterscheidet man:
- median (lat. medium ‚Mitte‘): annähernd in der Medianebene gelegen
  - paramedian: (deutlich) neben der Medianebene gelegen
- medial (a): zur Medianebene hin
- lateral (a) (lat. latus ‚Seite‘): von der Medianebene weg, zur Seite hin
  - anterolateral: vorne und seitlich[4]
  - homolateral: oder ipsilateral:  auf der gleichen Seite
  - kontralateral: auf der gegenüberliegenden Seite
- dexter: rechts
- sinister: links

## Weitere allgemeine Lage- und Richtungsbezeichnungen
- vertikal (lateinisch vertex ‚Scheitel‘): entlang der Linie vom Scheitel zur Sohle
- postkranial oder postcranial: ‚hinter dem Schädel‘ (beim Menschen: unterhalb), also Rumpf und Gliedmaßen betreffend
- profund (lat. profundus ‚tief‘): in tieferen, oberflächenfernen Geweben des Körper(teil)s gelegen
- superfizial (lat. superficialis ‚oberflächlich‘): nahe der oder an der Oberfläche des Körper(teil)s gelegen
- terminal am Ende gelegen
- subterminal nicht ganz am Ende gelegen
- apikal  (a) (lat. apex ‚Spitze‘) an der Spitze gelegen (vgl. Apex cordis „Herzspitze“, Apex linguae „Zungenspitze“, Apex nasi „Nasenspitze“), davon abgeleitet

- antapikal an der Spitze von vorne,
- subapikal (direkt) hinter der Spitze befindlich,

- basal (a) die Basis bildend, am Grunde, grundständig
- parabasal neben der Basis befindlich
- intrakorporal (lat. intra ‚innerhalb‘, corpus ‚Körper‘): innerhalb des Körpers
- ektop am falschen Ort gelegen (→ Ektopie)
- peripher fern vom Körperstamm[6]

## Lage- und Richtungsbezeichnungen am Rumpf
Neben den üblichen Bezeichnungen für die Hauptrichtungen verwendet man in der Humananatomie im Bereich des Rumpfes häufig die Begriffe
- anterior (lat. ante ‚vor‘): vorderer, vorn liegend (beim Menschen identisch mit ventral)
- posterior (lat. post ‚hinter‘): hinterer, hinten liegend (beim Menschen identisch mit dorsal)
- inferior (lat. infra ‚unter‘): unterer, unten liegend (beim Menschen identisch mit kaudal)
- superior (lat. super ‚über‘): oberer, oben liegend (beim Menschen identisch mit kranial)

Obige Begriffe sind in der Tieranatomie ausschließlich am Kopf erlaubt.
In Bezug auf die Wirbelsäule:
- prävertebral: vor der Wirbelsäule
- paravertebral: neben der Wirbelsäule

In Bezug auf das Brustbein:
- retrosternal: hinter dem Brustbein
- parasternal: seitlich des Brustbeins

## Lage- und Richtungsbezeichnungen am Kopf

Bezugsrichtungen der anatomischen Attribute rostral und kaudal (okzipital) bei einem menschlichen Schädel, Hinterhauptsbein (Os occipitale) grün hervorgehoben. Man beachte, dass die „Rostro-Occipital-Achse“ beim Schädel des Menschen um ca. 90° gebogen ist, während sie bei nahezu allen anderen Wirbeltieren gestreckt ist.

Am Kopf ist die Bezeichnung kranial nicht sinnvoll. Für an der Vorderseite des Schädels gelegene oder zur Vorderseite bzw. zum vorderen Ende des Schädels hin orientierte Strukturen verwendet man daher die Begriffe:
- rostral (lat. rostrum ‚Schnabel‘, ‚Rüssel‘): an der Kopfvorderseite, schnauzen- oder schnabelwärts
- oral (lat. os ‚Mund‘): am Mund, im Mund, mundwärts; den Mund betreffend, dazu gelegentlich:

- adoral: am Mund
- postoral: hinter der Mundöffnung

Für hinten liegende Strukturen verwendet man auch den Begriff:
- aboral: vom Mund weg gelegen
- okzipital oder occipital (lat. occiput ‚Hinterhaupt‘): zum Hals (bzw. zur Kontaktebene zwischen Kopf und Hals) hin gelegen (→ Hinterhauptbein).

Statt lateral und medial verwendet man am Kopf, insbesondere am Auge, auch die Begriffe:
- temporal (lat. tempus ‚Schläfe‘): schläfenwärts, also seitlich (lateral)
- nasal (lat. nasus ‚Nase‘): nasenwärts, zur in der Mitte gelegenen Nase hin (medial)

## Lage- und Richtungsbezeichnungen an den Gliedmaßen
Während bis zur Hand- bzw. Fußwurzel noch die gleichen Bezeichnungen wie am Rumpf gelten, verwendet man an der Hand bzw. am Fuß:

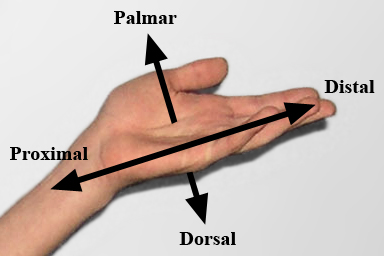

- dorsal (lat. dorsum manus ‚Handrücken‘ und Dorsum pedis ‚Fußrücken‘): zum Hand- bzw. Fußrücken hin gelegen
- palmar (lat. palma manus ‚Handfläche‘): handflächenseitig
- volar: hohlhandseitig, identisch mit palmar
- plantar (lat. planta pedis ‚Fußsohle‘): fußsohlenseitig
- axial (lat. axis ‚Achse‘): zu einer gedachten Gliedmaßenachse hin gelegen
- abaxial: von der gedachten Gliedmaßenachse weg gelegen

Durch die mögliche Rotation des Unterarms und des Unterschenkels sind die Bezeichnungen medial und lateral nicht eindeutig definiert.
Daher sagt man normalerweise beim Unterarm
- ulnar: zur Elle (Ulna) hin (statt medial)
- radial: zur Speiche (Radius) hin (statt lateral)

und in gleicher Weise beim Unterschenkel
- tibial: zum Schienbein (Tibia) hin
- fibular: zum Wadenbein (Fibula) hin

## Lage- und Richtungsbezeichnungen bei Körperhöhlen
In den Körperhöhlen verwendet man zusätzlich die Begriffe:
- parietal (lat. paries ‚Wand‘): zur Wand eines Organes oder zur Leibeswand gehörig; wandständig, seitlich. Der Begriff kann auch den Scheitelbereich bezeichnen (lat. os parietale „Scheitelbein“).
- viszeral (lat. viscera ‚Eingeweide‘): zu den Eingeweiden hin gelegen, zu den Eingeweiden gehörend
- thorakal (lat. thorax ‚Brustkorb‘): am Brustkorb, im Brustkorb
  - intrathorakal: innerhalb des Brustkorbs, z. B. intrathorakaler Druck
- abdominal (lat. abdomen ‚Bauch‘): am Bauch, im Bauch
  - intraabdominal:  innerhalb der Bauchhöhle, z. B. intraabdominales Fett
  - intraperitoneal: innerhalb der Bauchhöhle im Bereich des Bauchfells

## Adjektivbildungen zu weiteren Körperteilen
Zu praktisch allen Körperteilen und Organen können Adjektive gebildet werden, um die Zugehörigkeit zu bezeichnen. Dazu wird der lateinische Wortstamm in der Regel mit der Endsilbe -al versehen, zum Beispiel
- anal (b) (lat. ānus, After)
- genital (lat. genitalia, Geschlechtsorgan)
- intestinal (lat. intestinum ,Darm‘)
- laryngeal (lat. larynx ,Kehlkopf‘)
- nuchal (lat. nucha ,Nacken‘)
- sakral (lat. os sacrum ,Kreuzbein‘)
- spinal (lat. spina ,Wirbelsäule‘)
- zervikal (lat. cervix ‚Hals‘)

Mit Präfixen wie sub (unter) und supra (über) können Positionen relativ zu dem Körperteil oder Organ angegeben werden, zum Beispiel
- extrauterin (lat. uterus ‚Gebärmutter‘): außerhalb der Gebärmutter, vgl. Extrauteringravidität
- infraorbital (lat. orbita Augenhöhle), unterhalb der Augenhöhle (z. B. Nervus infraorbitalis)
- retrosternal (lat. sternum ‚Brustbein‘): hinter dem Brustbein
- sublingual (lat. lingua ‚Zunge‘): unter der Zunge
- supratrochlear (lat. trochlea ‚Rolle‘), z. B. Nervus supratrochlearis
- infrarenal (lat. ren ‚Niere‘): unter der Niere beziehungsweise unterhalb des Abgangs der Nierenarterien
- paraaortal (lat. aorta ‚Hauptschlagader‘): neben der Aorta

## Lage- und Richtungsbezeichnungen an den Zähnen
Bei den Zähnen sind sonst übliche Bezeichnungen wie medial („zur Mitte“) wegen der Krümmung des Zahnbogens nicht brauchbar. Stattdessen werden andere Bezeichnungen wie mesial verwendet. Die Bezeichnung distal hat beim Gebiss eine spezifische Bedeutung.
Die einzelnen Zähne selbst werden mit dem Zahnschema bezeichnet, wobei heute fast ausschließlich das EDV-gerechte FDI-Schema gebräuchlich ist.

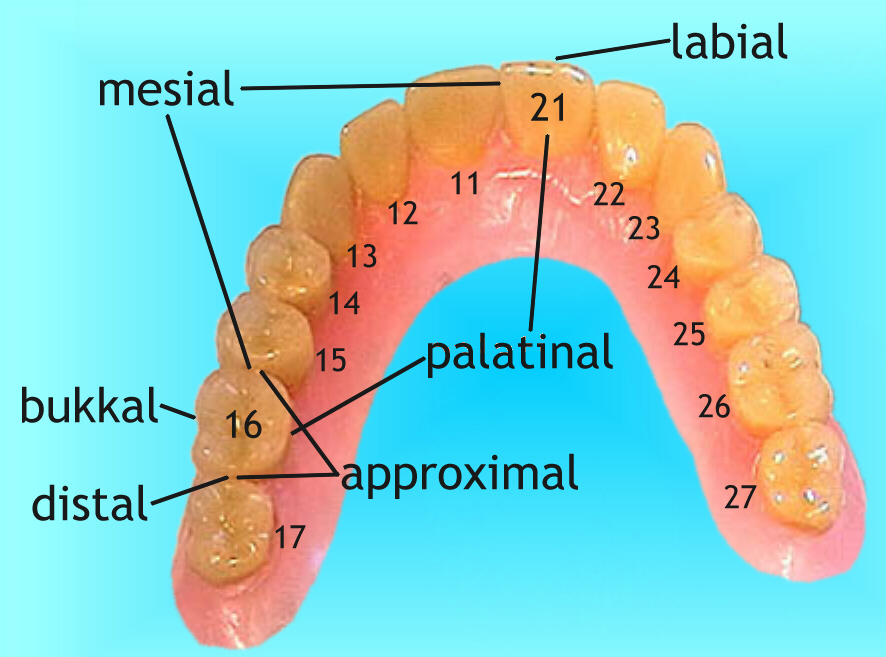
Bezeichnungen am Beispiel der Zähne 16 und 21 (Oberkiefer von unten gesehen)

### Flächen der Zahnkrone
Entlang des Zahnbogens
- mesial (c) (griech. mesos ‚mittig‘): zur Mitte des Zahnbogens hin
- distal (c) (lat. distare ‚entfernt sein‘): zum Ende des Zahnbogens hin
- approximal (lat. approximare ‚sich annähern‘): zum Nachbarzahn hin (unspezifische Alternative zu mesial und distal)

Äußere Fläche (Vorhof- oder Vestibulärfläche)
- labial (c) (lat. labium ,Lippe‘): lippenseitig, im Frontzahnbereich identisch mit vestibulär (d)
- bukkal oder buccal (c) (lat. bucca ,Backe‘): wangenseitig, im Seitenzahnbereich identisch mit vestibulär (d)
- vestibulär (d) (lat. vestibulum ‚Vorhof‘) zum Mundvorhof hin  (labial oder bukkal)

Innere Fläche (Lingual- oder Zungenfläche)
- lingual (c) (lat. lingua,Zunge‘): zungenseitig, identisch mit oral
- palatinal (lat. palatum,Gaumen‘): gaumenseitig (ausschließlich an den Oberkieferzähnen anzuwenden), identisch mit oral
- oral (lat. os ‚Mund‘): zur inneren Mundhöhle hin (lingual oder palatinal)

Kaufläche (Okklusionsfläche)
- okklusal (lat. occludere ‚verschließen‘), veraltet auch mastikal: zur Okklusionsfläche (Kaufläche) hin (bei Seitenzähnen)
- inzisal (lat. incidere ‚einschneiden‘): zur Schneidekante hin (bei Frontzähnen)

### Krone, Hals, Wurzel und Pulpa
- koronal (lat. corona ‚Krone‘): an der Zahnkrone, zur Zahnkrone hin
  - intrakoronal (lat. intra ‚innerhalb‘, lat. corona ‚Krone‘): in der Zahnkrone
  - perikoronal (griech. peri ‚um … herum‘, lat. corona ‚Krone‘): um die Zahnkrone herum
- zervikal (lat. cervix,Hals‘): am Zahnhals, zum Zahnhals hin
- radikulär (lat. radix ‚Wurzel‘): an der Zahnwurzel, die Zahnwurzel betreffend, von der Zahnwurzel ausgehend
  - periradikulär (griech. peri ‚um … herum‘, radix ‚Wurzel‘): um die Zahnwurzel herum
  - interradikulär (lat. inter ‚zwischen‘, radix ‚Wurzel‘): zwischen den Zahnwurzeln gelegen
  - intrakanalikulär (lat. intra ‚innerhalb‘, lat. canalis ‚Röhre‘): in dem Wurzelkanal
- apikal (lat. apex ‚Spitze‘): an der Wurzelspitze, zur Wurzelspitze hin
  - periapikal (griech. peri ‚um … herum‘, lat. apex ‚Spitze‘): um die Wurzelspitze herum
- pulpal (lat. pulpa ‚Fleisch‘): an der Zahnpulpa (das Zahnmark), die Pulpa betreffend
  - intrapulpal (lat. intra ‚innerhalb‘, lat. pulpa ‚Fleisch‘): in der Zahnpulpa (im Zahnmark)
  - parapulpär (griech. para ‚neben‘, lat. pulpa ‚Fleisch‘): neben der Zahnpulpa gelegen (im Dentin)

### Kieferknochen und Zahnfleisch
- mandibulär (lat. mandibula,Unterkiefer‘): auf den Unterkiefer bezogen
  - paramandibulär (griech. para ‚neben‘, lat. mandibula,Unterkiefer‘): neben dem Unterkiefer
  - perimandibulär (griech. peri ‚um … herum‘, lat. mandibula,Unterkiefer‘): um den Unterkiefer herum
  - submandibulär (lat. sub ‚unter‘, lat. mandibula,Unterkiefer‘): unter dem Unterkiefer
- mental (lat. mentum,Kinn‘): am Kinn, das Kinn betreffend, Mehrdeutigkeit mit mental von lat. mens,Geist'
  - submental (lat. sub ‚unter‘, lat. mentum,Kinn‘): unter dem Kinn
- maxillär (lat. maxilla,Oberkiefer‘): auf den Oberkiefer bezogen. Selten bezieht sich das Wort maxillär auch auf den Unterkiefer. Beispiel: Eine bimaxilläre Umstellungsosteotomie ist eine Operation, bei der sowohl der Unterkiefer als auch der Oberkiefer vom restlichen Gesichtsskelett abgetrennt und in neuer Lage fixiert werden.
- krestal oder crestal (engl. crest, lat. crista ‚Kamm‘): 1. vom Kieferkamm her; 2. im Bereich des knöchernen Alveolarrandes (Limbus alveolaris) oder an der Crista alveolaris; Arcus alveolaris
  - subkrestal oder subcrestal (lat. sub ‚unter‘, engl. crest, lat. crista ‚Kamm‘): unter dem Kieferkamm
  - suprakrestal oder supracrestal (lat. supra ‚oberhalb‘, engl. crest, lat. crista ‚Kamm‘): über dem Kieferkamm
- gingival (lat. gingiva ‚Zahnfleisch‘): zum Zahnfleisch gehörend, zum Zahnfleisch hin
  - subgingival (lat. sub ‚unter‘, lat. gingiva ‚Zahnfleisch‘): unter dem Zahnfleisch, auch für unterhalb des Zahnfleischrands
  - paragingival (griech. para ‚neben‘, lat. gingiva ‚Zahnfleisch‘): auf Höhe des Zahnfleischrands
  - supragingival (lat. supra ‚oberhalb‘, lat. gingiva ‚Zahnfleisch‘): über dem Zahnfleisch, auch für oberhalb des Zahnfleischrands
- marginal (lat. margo ‚Rand‘): zum Zahnfleischrand gehörend
  - paramarginal (griech. para ‚neben‘, lat. margo ‚Rand‘): neben dem Zahnfleischrand, zumeist im Sinne von parallel zum Zahnfleischrand
- parodontal (griech. para ‚neben‘, lat. dens ‚Zahn'): den Zahnhalteapparat betreffend
- interdental (lat. inter ‚zwischen‘, lat. dens ‚Zahn'): zwischen den Zähnen oder zwischen zwei benachbarten Zähnen
- intrafurkal (lat. intra ‚innerhalb‘, furka Gabel): im Bereich der Aufteilungsstelle der Zahnwurzeln (Bifurkation, Trifurkation)

### Sonstige Lage- und Richtungsbezeichnungen
- axial (lat. axis ‚Achse‘): in Richtung der Zahnachse
- zentral (lat. centrum ‚Mitte‘): an der kieferzugewandten Seite eines Zahnes bzw. zum Alveolarfortsatz hin
- transdental (lat. trans ‚darüber hinaus‘ und dens ‚Zahn‘): durch den Zahn hindurch, über die Wurzelspitze hinaus

## Körperebenen

Beispiele für Körperebenen aus jeweils einer der drei Hauptscharen. Die rot dargestellte Sagittalebene ist zugleich auch die Medianebene

Es gibt drei Hauptscharen von Körperebenen: Transversalebenen, Frontalebenen und Sagittalebenen. Die mittlere Sagittalebene ist die Medianebene. Entsprechend unterscheidet man die Richtungen:
- transversal: rechts ↔ links
- longitudinal: oben ↔ unten
- sagittal (lat. sagitta ‚Pfeil‘): vorne ↔ hinten
  - median: vorne ↔ hinten in der Medianebene

In der Bildgebung des Kopfes werden Schnitte entlang dieser Körperebenen wie folgt benannt:
- axiale Schnitte: horizontale Schnitte (d. h. in den Transversalebenen). Ergebnis: Man blickt von oben oder unten in den Kopf hinein. Erklärung des Begriffs: „Schnitt durch die Längsachse des Körpers“.
- koronare (coronare) Schnitte: senkrechte Schnitte in den Frontalebenen. Ergebnis: Man blickt von vorne oder hinten in den Kopf hinein. Erklärung des Begriffs: „Schnitt parallel zur Sutura coronalis“. Deswegen besteht vor allem in der Anatomie auch der Begriff der „Koronalebene“, der früher üblicher war. Besonders in der klinischen Verwendung und in der Radiologie ist hingegen die Koronarebene üblich.
- sagittale Schnitte: senkrechte Schnitte in den Sagittalebenen. Ergebnis: Man blickt von der Seite in den Kopf hinein.

## Verlaufsbezeichnungen
- aszendierend (lat. ascendere ‚aufsteigen‘): aufsteigend
- deszendierend (lat. descendere ‚absteigen‘): absteigend
- antegrad oder anterograd: nach vorn; in der normalen Bewegungs- oder Flussrichtung
- retrograd: rückwärts; entgegen der normalen Bewegungs- oder Flussrichtung